# Liste der Kardinalskreierungen Martins V.
Papst Martin V. (1417–1431) kreierte im Verlauf seines Pontifikates folgende Kardinäle:

## 23. Juni 1419
- Baldassare Cossa (vorher Gegenpapst Johannes XXIII.)

## 23. Juli 1423
- Domingo Ram i Lanaja CRSA
- Domenico Capranica

## 24. Mai 1426
- Jean de Rochetaillée
- Louis Aleman CRSJ
- Henry Beaufort
- Johann von Bucka O.Praem
- Antonio Casini
- Niccolò Albergati OCart
- Raimond Mairose
- Juan de Cervantes
- Ardicino della Porta sen.
- Hugues de Lusignan
- Prospero Colonna
- Giuliano Cesarini

## 8. November 1430
- Juan Casanova OP
- Guillaume de Montfort